# Алиса в Пограничье
«Алиса в Пограничье» (яп.  今際の国のアリス Имава но куни но Арису) — японская дорама в жанре научной фантастики и триллера, основанный на одноимённой манге Харо Асо. Режиссёром сериала является Синсукэ Сато, который также стал одним из сценаристов вместе с Ёсики Ватабэ и Ясуко Курамицу.
Кэнто Ямадзаки и Тао Цутия исполняют роли главных героев, оказавшихся в опустевшем Токио, где они вынуждены участвовать в опасных играх, тип и сложность которых определяются игральными картами. Выжив в первой игре, участники получают «визы», которые продлеваются тем дольше, чем больше они соревнуются; по истечении срока действия визы игроков казнят при помощи красных лазерных лучей.
Сериал был анонсирован в июле 2019 года. Съёмки начались в августе и завершились в декабре того же года. В основном они проходили в районе Токио под названием Сибуя, а в студии с «зелёными экранами» была воссоздана копия популярного пешеходного перехода и станции Сибуя, рядом с которыми происходит большая часть событий сериала. В рамках международного сотрудничества японская компания Digital Frontier работала над созданием визуальных эффектов с командами из Сингапура, США и Индии, а музыку к сериалу написал Ютака Ямада, регулярно сотрудничающий с Сато.
Премьера «Алисы в Пограничье» состоялась на Netflix 10 декабря 2020 года. Сериал получил положительные отзывы зрителей и критиков за визуальное оформление, операторскую работу, монтаж и изображение сцен насилия. Некоторые сравнивали сериал с фильмами «Королевская битва» (2000) и «Куб» (1997). Через две недели после выхода первого сезона Netflix продлил сериал на второй сезон, премьера которого состоялась 22 декабря 2022 года. 27 сентября 2023 года Netflix официально продлил сериал на третий сезон.

## Актёры и персонажи

### В главных ролях
- Кэнто Ямадзаки (Алиса) — Рёхэй Арису, геймер, который не ладит со своим отцом и братом. Арису объединяется с Усаги после гибели своих друзей, а позже испытывает к ней романтические чувства.
- Тао Цутия (Белый Кролик) — Юдзуха Усаги, альпинистка, которая оказалась в пустом Токио после смерти своего отца. Усаги объединяется с Арису после гибели его друзей, а позже испытывает к нему романтические чувства.
- Нидзиро Мураками (Чеширский Кот) — Сюнтаро Чишия, тихий и хитрый игрок, который помогает Арису и Усаги победить в игре «Пятнашки». Вместе со своей подругой Куиной похищает колоду карт Шляпника. До прибытия в Пограничье был медиком.
- Аяка Миёси[англ.] (Соня) — Анн Ридзуна, участница «Пляжа», которая пытается выигрывать в трудных играх с помощью рационального мышления, а позже становится важным союзником и другом Арису и его группы. До прибытия в Пограничье она работала криминалистом в полиции.
- Ая Асахина (Гусеница) — Хикари Куина, близкая подруга Чишии, которому она помогает украсть колоду карт Шляпника. Бывшая продавщица в магазине одежды, трансгендер, от которой отрёкся её отец (в конце второго сезона мирится с ним).
- Дори Сакурада — Сугуру Нираги, молодой, но опасный член группы боевиков «Пляжа». Нираги описывается как «агрессивный из-за своего сложного прошлого». До прибытия в Пограничье над ним часто издевались другие ученики старшей школы.
- Сё Аояги[англ.] (Мартовский Заяц)— Агуни Моридзоно, руководитель группы боевиков, который распоряжается всем оружием на «Пляже», и лучший друг Шляпника. Покинув Пляж, он становится важным союзником Арису ближе к концу игр с фейскартами.
- Рииса Нака[англ.] (Червонная Королева) — Мира Кано, приближенная Шляпника и одна из руководителей «Пляжа», которая позже оказывается гейм-мастером. Во втором сезоне выясняется, что она Королева Червей и последний враг Арису и Усаги в Пограничье.
- Юри Цунэмацу[англ.] — Аканэ Хейя, старшеклассница, искусная в стрельбе из лука, которая работает с Агуни после того, как потеряла ногу в игре «Семерка Пик», а позже испытывает к нему чувства.
- Ютаро Ватанабэ — Кодаи Татта, молодой человек, которого спасает Арису во время игры «Цель», в дальнейшем — участник «Пляжа». Во 2 сезоне он присоединяется к группе Арису. Перед прибытием в Пограничье из-за его ошибки его коллега потерял руку.

### Второстепенный состав
- Юки Моринага — Тёта Сэгава, ИТ-специалист, друг Арису и Карубэ. Тёта получает сильный ожог ноги, участвуя в игре под названием «Живой или мертвый», и в результате становится обузой для своих друзей. Во втором сезоне он много раз появляется в воспоминаниях, а в последнем эпизоде он и Карубэ призывают Арису наслаждаться жизнью и жить ею в полной мере.
- Кейта Матида — Дайкити Карубэ, бармен, друг Арису и Тёты. Перед тем, как оказаться в Пограничье, Карубэ готовился сделать предложение женщине, с которой работал в баре и которая оказалась любовницей его босса. Во втором сезоне он много раз появляется в воспоминаниях, а в последнем эпизоде он и Чёта призывают Арису наслаждаться жизнью и жить ею в полной мере.
- Нобуаки Канэко[англ.] (Безумный Шляпник) — Такэру Дамма / Шляпник, лидер и основатель «Пляжа» — отеля, в котором проживают десятки игроков. Его главная цель — собрать все игральные карты, которые выдаются участникам после выигрыша в играх, чтобы вернуться в прежний мир.
- Хаято Исомура — Сунато Банда, серийный убийца, который участвует в игре «Червовый Валет» с Чишией и решает остаться в Пограничье в конце 2 сезона.
- Цуёси Абэ[англ.] — Кейти Кудзурю, один из руководителей «Пляжа» (номер 2).
- Юхэй Отида — Такума, травмированный игрок в игре «Расстояние». В воспоминаниях выяснилось, что он помог Кудзурю в игре.

### 1 сезон
- Сюнтаро Янаги — Такатора Самура / Ласт Босс, странный и опасный член «Пляжа». Лицо и тело Ласт Босса покрыто татуировками, и он постоянно носит с собой катану.
- Аямэ Мисаки[англ.] — Саори Сибуки, сотрудница «Сайфер банка». Первый человек, с которым Арису и его друзья сталкиваются в альтернативном Токио. Сибуки помогает группе пройти первую игру «Живой или мертвый».
- Кина Ядзаки — Момока Иноуэ, участница «Пляжа» и лучшая подруга Асахи. Момока совершает самоубийство в конце первого сезона, больше не желая быть «дилером».
- Мидзуки Ёсида — Асахи Кудзё, участница «Пляжа» и лучшая подруга Момоки. Её убивают гейм-мастеры после того, как она объявляет себя «дилером», который помогает проводить игры.

### 2 сезон
- Томохиса Ямасита — Гиндзи Кюма, фронтмен группы, которому группа Арису бросает вызов в игре «Осмос».
- Рёхэй Сима — Сого Ситара, бывший член группы Кюмы и его товарищ по команде в игре Осмос.
- Алиса Урахама — Ута Кисараги, бывший член группы Кюмы и его товарищ по команде в игре Осмос.
- Эйсин Хаясида — Такуми Маки, бывший член группы Кюмы и его товарищ по команде в игре Осмос.
- Эйта Окуно — Гокена Кандзаки, бывший член группы Кюмы и его товарищ по команде в игре Осмос.
- Кацуя Майгума — Оки Яба, мошенник, который участвует в игре «Червовый Валет» с Чишией и решает остаться в Пограничье в конце 2 сезона.
- Кай Иноваки — Эндзи Мацусита, хитрый молодой человек, который участвует в роли Червового Валета в тюремной игре с Чишией.
- Хонами Сато — Котоко Сига, женщина, которая участвует в игре «Червовый Валет» с Чишией.
- Юдзуки Акияма[англ.] — Мэйса Токуи, женщина, которая участвует в игре «Червовый Валет» с Чишией.
- Юсаку Мори — Иппэй Оки, застенчивый мужчина, который участвует в игре «Валет Червей» вместе с Чишией.
- Аюми Танида — Исао Сираби, наемник и главный противник в игре «Пиковый Король», где он стреляет в игроков на месте.
- Тихиро Ямамото[англ.] — Риса, очень спортивная женщина, Пиковая Дама и главный противник в игре «Мат».
- Айна Ямада — Уруми Акамаки, хитрая женщина, которая участвует в игре «Червовый Валет» с Чишией.
- Джун Хасимото — Бэндзо Ясигэ, человек, который участвует в игре «Бубновый Король» с Чишией.
- Аими Сацукава[англ.] — Хинако Даймон, женщина, которая участвует в игре «Бубновый Король» с Чишией.
- Вакато Канэмацу — Такаси Асума, человек, который участвует в игре «Бубновый Король» с Чишией.
- Мию Ягю[англ.] — Нодзоми, женщина, которая дружит с Усаги и ребёнком Котой.

## Список сезонов
| Сезон | Серии | Серии | Даты показа      | Даты показа      |
| ----- | ----- | ----- | ---------------- | ---------------- |
| 1     | 8     | 8     | 10 декабря 2020  | 10 декабря 2020  |
| 2     | 8     | 8     | 22 декабря 2022  | 22 декабря 2022  |
| 3     | TBA   | TBA   | 25 сентября 2025 | 25 сентября 2025 |

## Эпизоды

### 1 сезон (2020)
| № | Название                      | Режиссёр     | Автор сценария                              | Дата премьеры   |
| --- | ----------------------------- | ------------ | ------------------------------------------- | --------------- |
| 1 | «Первая серия» «Episode 1»    | Синсукэ Сато | Ёсики Ватабэ, Ясуко Курамицу и Синсукэ Сато | 10 декабря 2020 |
| Главный герой — одержимый видеоиграми юноша из Токио по имени Арису. Он проводит время со своими друзьями Чётой и Карубэ. Однажды, дурачась на Сибуйском пешеходном переходе вместе со своими друзьями Чётой и Карубе, он становится виновником ДТП, и троице приходится скрываться от преследующей их полиции. Они прячутся в туалете на близлежащей станции, а после возвращения обнаруживают, что город внезапно опустел. Ночью группа замечает билборд, указывающий на «игровую арену». Внутри трио находит на столе телефоны, на экране которых высвечивается игральная карта с уровнем сложности игры. К группе также присоединяются старшеклассница и женщина по имени Сибуки, которая сообщает им, что как только игрок попадает на арену, он не может её покинуть, в противном случае игрока убьет лазерный луч. В первой игре «Живой или мёртвый» c уровнем сложности «тройка треф» группа вынуждена за определенное время сделать выбор между двумя дверьми, одна из которых представляет собой вход в безопасную комнату с тем же выбором, а другая сулит верную смерть. В конце концов, благодаря наблюдательности Арису и его любви к логическим играм, только оригинальная троица и Сибуки выходят живыми, а Чёта получает сильный ожог ноги. Снаружи группа получает карту треф и индивидуальные «визы», срок действия которых продлевается в случае успешного прохождения игр, а по истечении этого срока игрока казнят. |                               |              |                                             |                 |
| 2 | «Вторая серия» «Episode 2»    | Синсукэ Сато | Ёсики Ватабэ, Ясуко Курамицу и Синсукэ Сато | 10 декабря 2020 |
| Оказавшись без электричества, интернета и возможности выбраться из заброшенного города, Арису и Карубэ решают принять участие ещё в одной игре, чтобы продлить свои визы, и оставляют Сибуки ухаживать за раненым Чётой. Основываясь на своих наблюдениях, они узнают о мире чуть больше: например, что они попали сюда только вчера, но Сибуки - три дня назад, и для нее уже была проведена еще одна игра. Арису приходит к выводу, что у игры должен быть свой гейм-мастер, а Чёта предполагает, что им вживили высокоточные датчики. На игровой арене, расположенной в многоквартирном жилом комплексе, пара встречает большую группу игроков, среди которых скалолазка Усаги, крепкий мужчина Агуни и хитрый, скрытный игрок Чишия. Перед началом игры Арису узнаёт значение каждой карты. Карточная масть указывает на игровой жанр: трефы — командная игра, бубны — игра на сообразительность, черви — игра на предательство, пики — физическая игра. Числа означают сложность: чем больше число, тем сложнее пройти игру. Текущая игра «Пятнашки» (уровень сложности «пятёрка пик») заключается в том, что игроки прячутся в здании от двоих жестоких убийц и пытаются найти комнату с кнопками, которые позволят остановить взрыв бомбы. Пока Арису убеждает Усаги и других передавать информацию о расположении убийцы друг другу, Агуни со своими людьми решает убить одного из охотников, воспользовавшись подручными средствами. В конце концов нескольким игрокам удается выжить после того, как Арису, Чишия и Усаги совместными усилиями находят комнату и останавливают таймер, хотя Арису чувствует себя виноватым, когда становится свидетелем казни одного из убийц (такого же игрока, как и он сам). Карубэ находит рацию одного из людей Агуни и слышит сообщение: «Возвращайся на пляж». Чишия подбирает с тела охотника листок с непонятной схемой. |                               |              |                                             |                 |
| 3 | «Третья серия» «Episode 3»    | Синсукэ Сато | Ёсики Ватабэ, Ясуко Курамицу и Синсукэ Сато | 10 декабря 2020 |
| На следующее утро Карубэ показывает остальным членам группы рацию, найденную им во время последней игры, и рассказывает о сообщении про пляж. Понимая, что у Сибуки и Чёты есть время только до конца дня, чтобы продлить свои визы, вся группа отправляется в оранжерею в парке Синдзюку-гёэн , чтобы принять участие в следующей игре — «прятки» с уровнем сложности «семёрка червей». Правила таковы: один игрок будет волком, остальные — ягнятами. Игрок, найденный волком, становится новым волком. Условие прохождения игры: победит тот, кто окажется волком в конце игры. По истечении времени состязания взорвутся ошейники, надетые на ягнят. Выживание только одного мгновенно создает раскол в группе, так что став в свою очередь волком, Арису прячется в укромном месте и не находит в себе смелости выйти. От угроз и требования все обсудить группа плавно переходит к воспоминаниям о совместных счастливых моментах, а потом каждый из них отказывается от возможности выжить ради Арису, и тогда он сам не может никого найти, чтобы передать жизнь и избавиться от груза вины за собственное выживание. Арису, на глазах которого взрывается Карубэ, становится победителем игры. |                               |              |                                             |                 |
| 4 | «Четвёртая серия» «Episode 4» | Синсукэ Сато | Ёсики Ватабэ, Ясуко Курамицу и Синсукэ Сато | 10 декабря 2020 |
| Флешбек раскрывает историю Усаги: ее отец был известным скалолазом, чья репутация была испорчена журналистами, после чего отец пропал без вести в горах. В поисках еды Усаги обнаруживает Арису, убитого горем из-за смерти своих друзей. Решив действовать вместе, пара отправляется на следующую игровую арену в автобусе, находящемся в подземном туннеле. Вместе с тремя другими игроками они участвуют в игре «Дистанция» с уровнем сложности «четвёрка треф», в которой им необходимо «достичь цели». Решив, что цель может находиться в конце туннеля, Арису, Усаги и двое других игроков решают бежать к ней, оставив в автобусе, в котором закончилась дизельное топливо, игрока с вывихнутой ногой. На полпути на участников нападает чёрная пантера, которая убивает одного из группы. В конце туннеля Арису находит мотоцикл с дизельным топливов в баке и решает вернуться за оставленным игроком. Незадолго до окончания игры туннель начинает заливать водой. Арису успевает спасти Усаги от верной смерти. Выйдя из перевернутого автобуса, игроки обнаруживают на его боку надпись Goal («цель»), а ноль, который отображался в самом начале на их телефонах, показывал нулевое расстояние: они сразу были на финише. |                               |              |                                             |                 |
| 5 | «Пятая серия» «Episode 5»     | Синсукэ Сато | Ёсики Ватабэ, Ясуко Курамицу и Синсукэ Сато | 10 декабря 2020 |
| В поисках «Пляжа» Арису и Усаги следуют за группой игроков, носящих на запястьях одинаковые браслеты. Они обнаруживают здания отеля, после чего их похищают и приводят к лидеру общины — Шляпнику. Шляпник объясняет, что их главная миссия — собрать все игральные карты, выданные после победы в играх, и полагает, что игрок с полной колодой сможет вернуться в прежний мир. Разумеется, первым будет сам Шляпник, остальные же получат свои колоды, благодаря повторяющимся картам, в их порядке важности для Пляжа. Арису и Усаги, вынужденные остаться на «Пляже», присоединяются к различным командам игроков, стремящихся собрать оставшиеся карты в игровых зонах по всему городу. То, что они принесли необходимую семерку червей, немедленно повышает их в ранге и Арису теперь входит в группу приближенных. Усаги проходит игру в бинго на спичечной фабрике, а Арису - интеллектуальную загадку с выключателями и лампочкой, «четвёрка бубен». С героями сближается Куина, подруга Чишии. Между Арису и Агуни, лидером местных солдат, а также Нираги, его первым помощником, возникает конфликт из-за Усаги, но ситуация разрешается благодаря вмешательству Шляпника. После долгой ночи Шляпник сообщает группе приближенных, в которую теперь входит и Арису, что фигурные карты ещё не появились, а единственная номерная карта, которой не хватает — это «десятка червей», которой не было еще ни разу, и все попытки ее предугадать или приблизить являются тщетными. |                               |              |                                             |                 |
| 6 | «Шестая серия» «Episode 6»    | Синсукэ Сато | Ёсики Ватабэ, Ясуко Курамицу и Синсукэ Сато | 10 декабря 2020 |
| Арису и Усаги собирают больше информации о мире, и во время поисков Арису становится случайным свидетелем того, как местные солдаты расстреливают предателей. Удачно оказавшийся рядом Чишия сеет в нем зерна сомнений о управлении Пляжем и предлагает изменить здешний порядок одним ходом. Шляпник, которому нужно продлить истекающую визу, отправляется участвовать в игре, после которой приспешники привозят на «Пляж» его труп и утверждают, что Шляпник был убит во время игры. После смерти Шляпника новым лидером «Пляжа» при применении запугиваний остальной правящей верхушки становится Агуни, который получает колоду карт Шляпника. Чишия хочет украсть эту колоду, которая хранится в сейфе, а код от него спрятан в запечатанном конверте. Чишия по реакции Агуми догадывается, что настоящий код - 8022, что соответствует печати на кольце передающейся печатки «BOSS». Пока все собраны в холле, Арису пробирается в королевский номер за колодой, не подозревая, что Чишия подставил и сдал его солдатам, чтобы при проверке реакции Агуми найти настоящий сейф, спрятанный за картиной на стене. Боевики решают не убивать Арису, ведь его виза истечет сегодня, а вместо того обездвиживают и оставляют в одном из номеров ждать смерти. Нираги хочет изнасиловать Усаги, но в суматохе ей удается сбежать. Чишия и Куина готовятся покинуть Пляж, но обнаруживают, что он стал новой игровой ареной. Все собираются в холле, где обнаруживают, что им предстоит принять участие в игре под названием «Охота на ведьму» с уровнем сложности «десятка червей». |                               |              |                                             |                 |
| 7 | «Седьмая серия» «Episode 7»   | Синсукэ Сато | Ёсики Ватабэ, Ясуко Курамицу и Синсукэ Сато | 10 декабря 2020 |
| После обнаружения трупа Момоки, убитой ударом ножа в грудь, игрокам объясняют правила: они должны найти тайную «ведьму», убившую Момоку, и бросить её в костер. На поиски убийцы отводится всего два часа, Агуни и его боевики решают перебить всех жителей «Пляжа» и сжечь их на костре, чтобы наверняка получить последнюю номерную карту. Пока идёт массовая бойня, Усаги объединяется с группой игроков для поиска Арису. После поджога здания Усаги находит и спасает Арису. Куина в рукопашной схватке вспоминает навыки рукопашного боя, которому ее обучал отец, и убивает опасного боевика, известного как Ласт Босс. Флешбек Куины раскрывает больше о ее личности: она трансгендер Хикару, не принятый своей семьей и отправившийся в Токио, и только в последние дни встретившаяся со своей болеющей матерью. Флешбек Ласт Босса раскрывает его как хикикомори, который после первой своей игры наконец-то ощутил «реальный мир» и настоящую жизнь только здесь. Флешбек Агуми показывает, что они с Шляпником в обычной жизни были лучшими друзьями. Чишия ранит Нираги с помощью самодельного огнемета, отвлекая его на разбросанную колоду карт. Обдумав логику игры, Арису сообщает группе, что ему известно, кто ведьма. Тем временем Анн выясняет, что Шляпник был убит одним из жителей Пляжа, имевшим доступ к оружию, и ищет отпечатки пальцев на кинжале из тела Момоки. Анн устанавливает личность убийцы, но боевики оглушают её, и она теряет сознание. |                               |              |                                             |                 |
| 8 | «Восьмая серия» «Episode 8»   | Синсукэ Сато | Ёсики Ватабэ, Ясуко Курамицу и Синсукэ Сато | 10 декабря 2020 |
| Во флешбэке Момока бродит по пустому Токио со своей подругой Асахи, записывая видео с помощью работающего телефона. В настоящем времени Агуни заявляет остальным участникам игры, что он — «ведьма», однако Арису сообщает, что жертвой Агуни была не Момока, а Шляпник, его лучший друг, которого он застрелил. Шляпник стал одержим сбором карт настолько, что начал сходить с ума, действительно поверив в придуманную им же идею и правила Пляжа, и это был единственный вариант его остановить. Арису приходит к выводу, что ведьмой является Момока, которая покончила жизнь самоубийством в начале игры. Пока вокруг продолжается драка, Асахи говорит, что знает как остановить творящееся вокруг безумие и кричит, что является посредницей в этой игре, отвлекая внимание на себя - и ее немедленно убивает лазерный луч. Анн подтверждает обратный хват на рукояти ножа: Момока действительно сама держала свой нож. Пока Агуни сражается с Нираги, который всё ещё намерен перебить всех присутствующих, оставшиеся игроки бросают Момоку в костёр и выигрывают игру. Когда выжившие покидают горящий отель, Чишия забирает последнюю карту, «десятка червей». На следующий день Арису и Усаги просматривают несколько видео, записанных Асахи. Асахи и Момока рассказывают, что они — «посредники», игроки, которые помогают проводить игры для продления своих виз. В одном из видео парочка посещает в метро Токио подземный бункер, заполненный передовой техникой и «гейм-мастерами». Арису и Усаги удается проникнуть в бункер, но внутри они находят только множество казненных «гейм-мастеров», а также Чишию и Куину, которые также обнаружили базу (схема листка из второй серии на самом деле обозначала схему метро) и пришли к выводу, что это не настоящие «гейм-мастера», и что на самом деле были такими же игроками, которыми кто-то управлял и которых убили сразу же после победы игроков на последней игре. На экранах появляется Мира Коно, одна из приближенных Шляпника на Пляже. Она призывает их вспомнить о всех погибших во время игр и объявляет новый этап игр для получения фигурных карт. |                               |              |                                             |                 |

### 2 сезон (2022)
| № общий | № в сезоне | Название                      | Режиссёр     | Автор сценария                              | Дата премьеры   |
| --- | ---------- | ----------------------------- | ------------ | ------------------------------------------- | --------------- |
| 9 | 1          | «Первая серия» «Episode 1»    | Сюнсукэ Сато | Ёсики Ватабэ, Ясуко Курамицу и Синсукэ Сато | 22 декабря 2022 |
| По всему городу появляются дирижабли с огромными изображениями фигурных карт, обозначающие места проведения игр. В отличие от первого этапа, где уровень игры нельзя было узнать до регистрации, сейчас каждая игра с фигурной картой только одна. Первым появляется Пиковый Король, ареной для игры которого является весь Токио: это человек в маске, расстреливающий всех без разбора, но Арису, Усаги, Куине, Чишии, Анн и Татте удаётся скрыться от него на машине (Чишия и Анн отделяются от компании) и переждать ночь. На утро Арису делает вывод, что на данный момент лучше всего сыграть с располагающейся рядом игрой Трефового Короля как команда, ведь игры не могут перекрывать друг друга. Герои, кроме Анн, отправляются в игру Короля Треф, расположенную в доках среди контейнеров. Но для начала игры нужно пять человек, и к ним присоединяется выживший после перестрелки на пляже Нираги. |            |                               |              |                                             |                 |
| 10 | 2          | «Вторая серия» «Episode 2»    | Сюнсукэ Сато | Ёсики Ватабэ, Ясуко Курамицу и Синсукэ Сато | 22 декабря 2022 |
| Кюма, Трефовый Король, объявляет, что он и его команда - "граждане этого мира". Его игра - "Осмос", командная игра, где игроки будут играть против граждан, а проигравшие будут убиты. За два часа игры победит та команда, которая соберет больше очков от начальной суммы в 10 000. Получить очки можно путем поиска предметов, сражений с игроками противоположной команды (выиграет тот, у кого больше очков, во время битвы свои можно суммировать с чужими, если взяться за руки) или штурмом чужой базы, самым рискованным и самым дорогим вариантом. Вначале команда Арису лидирует, но команда Кюмы действует нестандартно: например, оставляя свою базу для штурма чужой и жертвуя своим игроком, чтобы получить больше баллов. Его нестандартное поведение и непредсказуемость приводит к тому, что команда Арису отстает на 500 очков, и выхода из положения не предвидится. |            |                               |              |                                             |                 |
| 11 | 3          | «Третья серия» «Episode 3»    | Сюнсукэ Сато | Ёсики Ватабэ, Ясуко Курамицу и Синсукэ Сато | 22 декабря 2022 |
| Поскольку до конца игры осталось всего несколько минут, результаты для каждой команды кажутся фиксированными. После разговора с Кюмой Арису понимает, что сам Кюма и его команда когда-то были обычными игроками и что выигрыш во всех играх не означает обязательного возвращения в нормальный мир. Арису просит Кюму пожать ему руку, и последний в результате теряет 500 очков, так как ещё раньше Татта снял с себя браслет начисления очков и отдал его Арису. В итоге команда Арису побеждает, хотя Татта и гибнет от потери крови (он измочалил себе руку дверью контейнера, чтобы снять с себя браслет). Хоть команда Кюмы и проиграла, никто из его команды не держит на него зла, ведь они прожили так долго здесь только благодаря ему. Игроки хоронят тело Татты. Тем временем Чишия участвует в игре Червонного Валета, проводящейся в тюрьме Тэйю. Условия таковы: на участников надеты специальные ошейники, сзади которых при каждом раунде высвечиваются случайные символы карточных мастей. По истечении часа игроки заходят в одиночные камеры и называют свою масть; тех, кто называет её неправильно, убивают. Цель - найти Червонного Валета, прячущегося среди игроков, не прибегая к насилию. Игроки прибегают к разным тактикам: делятся на команды, на пары, остаются одиночками. Уже на втором круге из-за агрессии одного из игроков между участниками появляются опасения и подозрения, разрушаются и создаются союзы, пока почти все игроки не погибают. |            |                               |              |                                             |                 |
| 12 | 4          | «Четвёртая серия» «Episode 4» | Сюнсукэ Сато | Ёсики Ватабэ, Ясуко Курамицу и Синсукэ Сато | 22 декабря 2022 |
| Чишия догадывается, кто Червонный Валет. Двое других участников, серийный убийца и аферист, пытают Валета, чтобы получить от него информацию, но тот совершает суицид, и игра заканчивается. Куина отправляется на поиски Чишии. Арису впадает в депрессию, думая, что выигрыш во всех играх сделает выживших организаторами, но Усаги убеждает его продолжить играть. Отправившись на окраину Токио, Арису и Усаги обнаруживают поселение, все жители которого были убиты Пиковым Королём, и смотрят видеозапись, на которой девушка говорит, что знает о природе этого мира и что фейерверки, которые игроки видели перед "переходом" - вовсе не фейерверки, но не успевает закончить. Пиковый Король снова нападает; Усаги убегает, а Арису спасают Агуни и Хэйя. |            |                               |              |                                             |                 |
| 13 | 5          | «Пятая серия» «Episode 5»     | Сюнсукэ Сато | Ёсики Ватабэ, Ясуко Курамицу и Синсукэ Сато | 22 декабря 2022 |
| Аканэ Хэйя - старшеклассница, первой игрой которой стала "Смерть в кипятке" (цель - убежать с разрушающегося стадиона). Она единственная выжила в этой игре, но лишилась левой ноги и теперь ходит с протезом. Арису, Агуни и Хэйя расставляют ловушку для Пикового Короля, но план проваливается, и Арису снова оказывается один. Анн выясняет, что за пределами Токио только лес, окружённый гигантскими кратерами. Куина выигрывает в игре Пикового Валета. Зная, что Усаги в первую очередь попробует выиграть в физической игре, Арису отправляется на арену Пиковой Дамы, и Усаги действительно оказывается там. Игра Пиковой Дамы - "Шах и мат"; цель - забрать как можно больше игроков в свою команду, нажимая на кнопку у них на спине, но король (которым оказывается маленький мальчик с истекающей визой, которого привела Усаги) не может сменить фракцию. Некоторые игроки решают добровольно остаться в команде Пиковой Дамы. Пиковая Дама требует привести ей Арису. |            |                               |              |                                             |                 |
| 14 | 6          | «Шестая серия» «Episode 6»    | Сюнсукэ Сато | Ёсики Ватабэ, Ясуко Курамицу и Синсукэ Сато | 22 декабря 2022 |
| Усаги удаётся переубедить игроков, перешедших в команду Пиковой Дамы, словами о том, что они ещё могут вернуться домой, и команда Арису побеждает. Пиковая Дама перед смертью говорит, что они получат ответы, когда выиграют во все фигурные карты. Позднее Арису и Усаги раскрывают свои чувства друг другу во время купания в горячих источниках. Куина посещает больницу, в которой в обычном мире сейчас находится ее мать, Анн обследует местность за городом. Тем временем Чишия в Верховном суде встречается с Бубновым Королём, оказавшимся Кудзурю, бывшим членом правления Пляжа; его игра - "Равновесие", или "Конкурс красоты". Правила игры таковы: пятеро игроков загадывают случайные числа, из которых выводится среднее арифметическое и умножается на 0,8. Тот, кто загадал наиболее приближенное к результату число - побеждает, баллы остальных игроков уменьшаются, опустившийся до планки в -10 проигрывает и выбывает (над каждым игроком расположены весы, проигрыш наполняет их серной кислотой, и они склонятся над проигравшим). С каждым выбывшим игроком будет вводиться дополнительное правило. Эта игра лишена случайности и подчиняется логике: неизбежно числа и среднее арифметическое будет уменьшаться. Хоть наиболее логичным будет выбирать 0 или 1, Чишия "взламывает" игру, несколько раз выбирая 100 и заставляя среднее арифметическое число повышаться, а остальных игроков (и себя тоже) проигрывать, пока двое не выбывают и не вводятся два новых правила: если несколько игроков загадывают одинаковое число, они проиграют раунд, и если игрок точно угадает результат, остальные потеряют по два балла вместо одного. В результате следующего раунда, когда все выбрали 0, у Чишии оказывается -9, слишком близко к проигрышу, но в уже последующем раунде ему удается идеально точно угадать действия остальных игроков (загаданные числа девушки, короля и Чишии соответствуют 62, 1 и 23 с результатом 23). Идеально угаданное число Чишия объясняет своей наблюдательностью: он был уверен, что девушка выберет случайное число больше 50 и меньше 90, за исключением красивых десяток, двойных или простых чисел, ассоциаций и прочего, из чего Чишия предположил варианты 74 и 62, а король не выберет 0, чтобы не рисковать повтором предыдущего раунда. По ходу действия игры и в диалоге с королем Чишия понимает, что Кудзурю пытался выяснить, все ли жизни одинаково ценны. Будучи страховым агентом и юристом, Кудзюру был вынужден принимать сложные и спорные решения относительно жизней других людей. Игра вводит новое правило: если один из игроков выберет 0, а второй выберет 100, последний победит. С новым правилом игра на двоих сводится к выбору между числами 0, 1 и 100, где выиграет тот, кто будет ближе к нулю. Во флешбеке рассказывается история Чишии, доктора в университетской больнице, вынужденного сообщить родителям ребенка об изменении в очереди на операцию из-за корыстных мотивов начальства, что приводит к смерти ребенка. Так как король все время пытался достичь справедливости, Чишия предупреждает, что выберет 100, давая ему возможность решить, что важнее: его жизнь или жизнь Чишии. В последнем, 15-м раунде у каждого из игроков остается последний ход. Кудзурю вспоминает свою жизнь на Пляже. Он понимает, что не в состоянии взвесить человеческую жизнь или решать ее значение в общем, но может решить сейчас. Последним ходом король принимает решение следовать своим идеалам и отдать победу Чишии. Перед смертью он благодарит Чишию. Во флешбеке Кудзюру говорит Червонной Даме у горящего Пляжа, что если у него будет своя игра, то она будет справедливой. |            |                               |              |                                             |                 |
| 15 | 7          | «Седьмая серия» «Episode 7»   | Сюнсукэ Сато | Ёсики Ватабэ, Ясуко Курамицу и Синсукэ Сато | 22 декабря 2022 |
| Выжившие начинают собираться в районе Сибуя. Анн и Куина снова встречаются в игре Трефовой Дамы "Вышибалы". Остальные игроки проходят "Маджонг" Бубнового валета, игру с канатами на выносливость Трефового Валета, "Лабиринт" с дикими животными Короля Червей. Остается две игры: Червонная Дама и Пиковый Король. Арису встречает в городе Чишию, на которого произвела большое впечатление смерть Короля Треф. Чишия хочет поделиться с ним чем-то личным, но на них нападает Нираги и заявляет, что они трое похожи и хочет создать игру только для них, в которой они переубивают друг друга. Внезапно Арису принимает вызов и отказывается сражаться с ним за свою жизнь, чем злит Нираги. Но начавшиеся зачатки примирения тут же исчезают, когда появляется Усаги. Чишия получает ранение в сердце, защищая Усаги от выстрела Нираги. Чишия говорит трогательные вещи о том, как его изменили люди здесь, и что теперь Арису действительно может понять его. Раненый Нираги, получивший выстрел из охотничьего ружья в упор, просит не называть его злодеем, ведь если таких, как он, было бы семь миллиардов, злодеем как раз был бы Арису. В город причаливает дирижабль Пикового Короля, все главные герои воссоединяются, в том числе Агуни и Хэйя. Арису на ходу разрабатывает план: подорвать короля, заманив в заполненную газом аптеку, при помощи взрывчатки, которую Чишия дал Куине в самом начале второго этапа. План срабатывает, хотя Агуни, Хэйя, Куина и Анн тяжело ранены. Раненый король отдает пистолет Агуни, и тот убивает его. Так как для него больше нет причины жить, Агуни собирается выстрелить себе в висок, но галлюцинация Шляпника спасает его. Арису и Усаги отправляются к Червонной Даме. |            |                               |              |                                             |                 |
| 16 | 8          | «Восьмая серия» «Episode 8»   | Сюнсукэ Сато | Ёсики Ватабэ, Ясуко Курамицу и Синсукэ Сато | 22 декабря 2022 |
| Игра Червонной Дамы "Крокет" на крыше небоскреба. Условия победы: сыграть три раунда, не отказавшись и не бросив играть, и даже неважно, выиграют Арису и Усаги или проиграют, оружие в этой игре разрешено. Но Мира ведёт себя совсем не так, как прочие противники. После второго раунда она приглашает их выпить чаю. Так как червы это игра на чувства, Червонная Дама ловко играет на его желании найти ответ обо всем происходящем, например, рассказывает различные версии происходящего, в том числе и откровенно бредовые, например, о виртуальной реальности будущего, генно-модифицированных растениях, об андроидах и мире через тысячу лет, впрочем, тут же утверждая, что это всего лишь шутка. Мира говорит, что она сама разработала ту игру червей, в которой погибли его друзья, вынуждая Арису схватиться за оружие. Впрочем, он понимает, что если выстрелит и убьет ее, игра не сможет завершиться и все в мире погибнут из-за истекающих виз. Тогда Червонная Дама предлагает еще настоящую версию правды: на самом деле Арису находится в психиатрической больнице, а Мира - его психиатр, которая убеждает его "прекратить" находиться в мире фантазий, а весь мир является иллюзией его разума, поэтому Арису непобедим в этих играх. Тот чай, который они выпили, сделал Арису восприимчивым к ее словам и вживлению ложных воспоминаний, где Арису воображает себя сидящим в кабинете психиатра, куда его привел срыв после гибели его друзей на том самом пешеходном переходе, а Усаги - пациенткой той же больницы. Чтобы вывести его из состояния транса, Усаги рассекает себе запястье на его глазах. Чувства Арису оказываются настолько сильны, что ему удается выйти из этого транса и "вернуться" на крышу небоскреба. Мира, тронутая их чувствами, предлагает Арису закончить игру, и ему даже удается по-настоящему ею насладиться, переживая и победу и поражение в этом раунде. Со смертью Червонной Дамы завершается последняя игра. Всем выжившим игрокам предлагается выбор: вернуться в нормальный мир или стать "постоянными жителями". Все главные герои (за исключением двух игроков, выигравших в игре Червонного Валета), решают вернуться. Арису снова видит во сне бар, в котором периодически зависал с друзьями, и они говорят ему двигаться дальше, и что не держат на него зла. Те, кто решил вернуться, возвращаются в нормальный мир и выживают после того, как на Токио падает метеорит (брат Арису говорит, что последний "был на грани между жизнью и смертью" и испытал остановку сердца, как и все остальные). Все участники Пограничья оказались в тот момент возле того самого торгового центра из начала сериала. Хоть никто из них не помнит событий, произошедших в параллельном мире, но некоторые из них узнают друг друга или пытаются узнать, в том числе Арису и Усаги, а некоторые переносят в этот мир выводы из Пограничья, как лежащие в одной палате Нирагу и Чишия. Хэйя тоже почти узнает Агуни и ощущает необъяснимую тягу к нему. Игроки оказываются в реальном мире с теми же травмами, что они получили во время игр (например, Хэйя так же лишилась ноги), но не от других игроков (Нираги не получил ожогов). Тяжело раненую в Пограничье Анн, которой едва удалось дать ответ, с трудом удается спасти врачам. В больницу к Куине приезжает ее мать и отец, с которым ей удается наконец-то примириться. Последний кадр серии: разбросанные на столе игральные карты уносит ветер - все, кроме одной, и это джокер. |            |                               |              |                                             |                 |

## Производство

### Разработка
16 июля 2019 года стриминговый сервис Netflix объявил о намерении снять сериал, который станет адаптацией манги «Алиса в пограничье». Стало известно, что Ёсики Ватабэ, Ясуко Курамицу и Синсукэ Сато выступят в качестве сценаристов, а режиссёр Сато снимет сериал в виде «одного очень, очень длинного фильма». Спустя полтора месяца, 4 августа 2019 года, Кэнто Ямадзаки и Тао Цутия были приглашены на роли главных героев сериала — Рёхэя Арису и Юдзухи Усаги соответственно.

### Музыка
Музыка для сериала была полностью написана Ютакой Ямадой, который ранее работал с Сато над фильмами Блич (2018) и Царство (2019). Продюсером выступил Кохэй Тида, музыка была исполнена Филармоническим оркестром Прага. Песня «Good Times» Яна Эрика Нильссона неоднократно звучала на протяжении всего сериала.

## Маркетинг и релиз
18 сентября 2020 года компания Netflix выпустила тизер-трейлер, в котором сообщалось, что премьера «Алисы в Пограничье» состоится 10 декабря 2020 года в 190 странах мира. 28 октября 2020 года вышел официальный трейлер и постер, а также был обнародован список основного актёрского состава.
Первый сезон «Алисы в Пограничье» охватывает 31 главу оригинальной манги, а 33 главы остались неиспользованными. После премьеры сериал в первые несколько недель вошёл в Топ-10 самых просматриваемых шоу на платформе Netflix почти в 40 странах, в том числе в Малайзии, Гонконге, Филиппинах, Сингапуре, Тайване, Таиланде и Вьетнаме. В Канаде сериалу удалось занять 7-е место в десятке лучших. В целом сериал пользовался большим спросом в странах Азии и Европы, чем в странах Северной Америки. 24 декабря 2020 года через две недели после выхода первого сезона Netflix продлил показ сериала на второй сезон, премьера которого состоялась 22 декабря 2022 года.
27 сентября 2023 года сериал продлили на третий сезон.
7 июля был выпущен тизер-трейлер к 3 сезону. Дата выхода в трейлере: 25 сентября.

## Оценка критиков
После своего выхода сериал получил в основном положительные отзывы от критиков, которые оценили его кинематографическое решение, монтаж, визуальные эффекта и игрой Кенто Ямадзаки и Тао Цутия, но оставили неоднозначные мнения о её продвижении, не уделяя особого внимания развитию персонажа и его истории в целом, особенно во втором сезоне. На сайте Rotten Tomatoes сериал имеет рейтинг 71 % на основании 7 рецензий критиков со средним баллом 7 из 10.

## Награды и номинации
| Год  | Премия                        | Категория                                                                     | Работа              | Результат | Ссылка |
| ---- | ----------------------------- | ----------------------------------------------------------------------------- | ------------------- | --------- | ------ |
| 2021 | 3rd Asia Contents Awards      | Лучший креатив                                                                | Alice in Borderland | Номинация | [ 18 ] |
| 2021 | 3rd Asia Contents Awards      | Творческий подход за пределами границ                                         | Alice in Borderland | Победа    | [ 18 ] |
| 2021 | 3rd Asia Contents Awards      | Лучший оригинал OTT                                                           | Alice in Borderland | Номинация | [ 18 ] |
| 2021 | 3rd Asia Contents Awards      | Техническое достижение                                                        | Alice in Borderland | Номинация | [ 18 ] |
| 2021 | 3rd Asia Contents Awards      | Лучшая актриса                                                                | Тао Цутия           | Номинация | [ 18 ] |
| 2021 | Asian Academy Creative Awards | Лучшая операторская работа                                                    | Таро Кавадзу        | Победа    | [ 19 ] |
| 2021 | Asian Academy Creative Awards | Лучший визуальный или специальный VFX в телесериале или художественном фильме | Alice in Borderland | Победа    | [ 19 ] |
| 2021 | Asian Academy Creative Awards | Лучший режиссёр                                                               | Синсукэ Сато        | Победа    | [ 19 ] |